# Métrique riemannienne
En géométrie différentielle, les métriques riemanniennes sont la notion de base de la géométrie riemannienne. La première introduction a été donnée par Bernhard Riemann en 1854. Cependant, son article sur le sujet a été publié après sa mort, en 1868. La même année, Hermann von Helmholtz publie des résultats analogues. 
Les métriques riemanniennes sont des familles différentiables de formes quadratiques définies positives.

## Définitions
- Sur un fibré vectoriel E→M, une métrique riemannienne g est la donnée d'un produit scalaire gx sur chaque fibre Ex qui dépend de manière lisse du point de base x variant dans M. Plus formellement, x↦gx est une section en tout point définie positive du fibré vectoriel S2E→M des formes bilinéaires symétriques. On dit que la donnée (E,g) est un fibré riemannien.

Pour deux fibrés riemanniens (E,g) et (F,g' ) sur M, un morphisme de fibrés riemanniens f:(E,g)→(E,g' ) est un morphisme de fibrés vectoriels f:E→E' tel que, pour tout point x de M, l'application linéaire fx:Ex→Fx est une isométrie linéaire, c'est-à-dire :{\displaystyle \forall v,w\in E_{x},\quad g'_{x}(f_{x}(v),f_{x}(w))=g_{x}(v,w).}
- Si M est une variété différentielle, une métrique riemannienne sur M est simplement une métrique riemannienne sur son fibré tangent. La donnée (M,g) est une variété riemannienne.

Étant données deux variétés riemanniennes (M,g) et (N,g' ), une isométrie F:(M,g)→(N,g' ) est une application différentiable F:M→N telle que l'application tangente dF:(TM,g)→(TN,g' ) est un morphisme de fibrés riemanniens. Cette dernière condition se réécrit : F*g'=g.

## Exemples
- Tout produit scalaire {\displaystyle \langle \,,\,\rangle } sur ℝn induit sur tout fibré vectoriel trivial M×ℝn→M une métrique riemannienne : {\displaystyle g_{x}((x,v),(x,w))=\langle v,w\rangle }.
- Soient g une métrique riemannienne sur E→M et P une variété. Pour une fonction différentiable ψ:P→M, il existe sur le fibré vectoriel tiré en arrière ψ*E→P une unique métrique riemannienne ψ*g telle que le morphisme naturel ψ*E→E soit un isomorphisme de fibrés riemanniens.
- Si g est une métrique riemannienne sur E→M, alors, par restriction, g définit une métrique riemannienne sur tout sous-fibré vectoriel de E.
- La limite de la métrique de Minkowski {\displaystyle {\rm {d}}s^{2}=c^{2}{\rm {d}}t^{2}-{\rm {d}}x^{2}-{\rm {d}}y^{2}-{\rm {d}}z^{2}} quand c tend vers l'infini est une métrique de fibré. Le temps devient absolu et l'espace-temps se fibre dessus, on retrouve la transformation de Galilée. A deux instants différents la métrique est la différence des temps. Au même instant, dans une fibre d'espace isomorphe à {\displaystyle \mathbb {R} ^{3}}, la métrique est le produit scalaire usuel.

## Existence
- Sur tout fibré vectoriel de base paracompacte, il existe une métrique riemannienne.

En particulier :
- Sur toute variété différentielle paracompacte, il existe une métrique riemannienne.